# Temporada 2022-2023 del Reial Madrid CF
La Temporada 2022-23 del Reial Madrid Club de Futbol fou la 119a temporada des de la seva creació i la 92a temporada consecutiva del club en la lliga, la màxima categoria del futbol espanyol. El club merengue va participar de la Copa del Rei, la Lliga de Campions, on és l'actual campió, la Supercopa d'Espanya, el Mundial de Clubs i d'Europa, on en aquesta última ja ha aconseguit el títol, començant bé la temporada.
De les sis competicions que va jugar, el club va guanyar la Supercopa, el Mundial i la copa espanyola, mentre que a la Lliga i la Supercopa d'Espanya va quedar segon, i a la Champions va caure a la semifinals al Manchester City.
Aquesta temporada fou la primera del defensor Rüdiger i el migcampista Tchouameni, i va ser l'última per als jugadors Marco Asensio, Eden Hazard, Mariano i Karim Benzema, aquest últim que va ser el segon màxim golejador de la història del club i guanyador de la Pilota d'Or 2022.

## Esdeveniments

### 2022
Pretemporada
- 01 de juny - Els jugadors multicampions de l'equip, Gareth Bale i Isco, acaben el seu cicle de nou anys al Reial Madrid, després de la finalització dels seus respectius contractes.
- 02 de juny - El defensa alemany Antonio Rüdiger signa amb l'equip merengue un contracte de quatre anys després de deixar el Chelsea FC gratuïtament.
- 08 de juny - Luka Modrić renova el seu contracte amb el Reial Madrid per més una temporada.
- 11 de juny - El club anuncia el fitxatge del francès Aurélien Tchouaméni procedent de l'Mònaco, amb una proposta de contracte fins al 2028.
- 12 de juny - El Reial Madrid va anunciar la marxa de Marcelo, que en els seus 15 anys de carrera al club, va aconseguir 25 títols amb els merengues, sent el jugador amb més títols de la història del club.
- 08 de juliol - Luka Jović deixa el club i signa gratuïtament amb l'ACF Fiorentina.
- 22 de juliol - Primer partit de la temporada del club, un amistós contra el FC Barcelona a Los Angeles, on el club blaugrana va guanyar per 1-0.

Agost
- 10 d'agost - Sent el recent campió de la Lliga de Campions, el club juga la Supercopa de la UEFA contra l'Eintracht Frankfurt, campió de l'Europa League, i comença millor la temporada, guanyant 2-0, amb gols d'Alaba i Benzema i aconseguint el cinquè trofeu del torneig.
- 12 d'agost - La UEFA nomena Karim Benzema i Thibaut Courtois com a finalistes del premi al Jugador Europeu de l'Any 2022.
- 14 d'agost - El club comença la temporada de La Lliga fora de casa, guanyant per 2-1 de l'Almeria, a l'estadi dels Jocs Mediterranis.
- 19 d'agost - El migcampista Casemiro accepta el seu trasllat al Manchester United FC i finalitza el seu cicle de 9 anys al club, on va guanyar 18 títols.
- 25 d'agost - Karim Benzema és nomenat Jugador de l'Any de la UEFA amb la majoria aclaparadora de vots, i Thibat Courtois és tercer amb 118 vots.
- 25 d'agost - Se celebra el sorteig de la Champions, i el Reial Madrid jugarà al grup F de la fase de grups, on jugarà contra el Celtic, el Xakhtar Donetsk i el RB Leipzig.

Setembre
- 6 de setembre - El Reial Madrid debuta en la Lliga de Campions al grup F amb una victòria per 3-0 al Celtic, però amb una preocupació, el davanter principal Karim Benzema es lesiona el genoll i deixa l'equip merengue durant 4 setmanes.
- 18 de setembre - En el Derbi de Madrid, l'equip guanya per 2-1 del l'Atlètic, amb gols de Rodrygo i Valverde, amb destac a Vinícius Jr. que ha estat patint atacs racistes, i com a resposta, ha fet el ball juntament amb Rodrygo en el primer gol.

Octubre

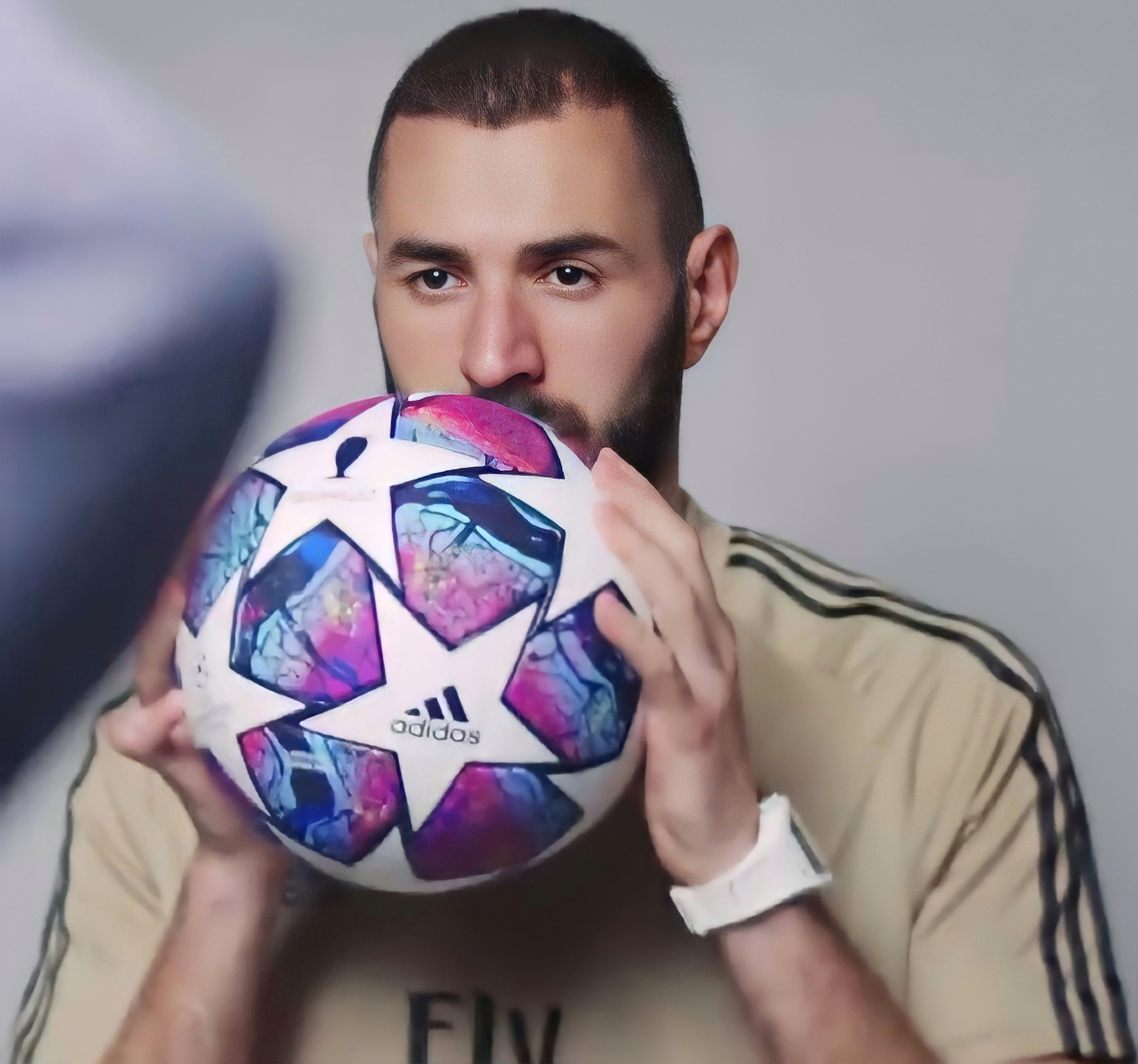
El davanter Karim Benzema guanya la Pilota d'Or 2022.

- 11 d'octubre - El club es va classificar per als vuitens de final de la Lliga de Campions després d'empatar 1-1 contra el Xakhtar Donetsk en el temps de descompte.
- 16 d'octubre - En El Clàssic al Santiago Bernabeu, el club guanya de l'FC Barcelona per 3-1, amb gols de Benzema, Vinícius i Rodrygo.
- 17 d'octubre - Karim Benzema guanya la Pilota d'Or amb 593 vots, marcant una gran diferència al segon lloc. Courtois, Vinícius Jr i Modric es troben entre els 10 primers del premi.
- 25 d'octubre - Derrota a la Lliga de Campions per 2-3 contra el RasenBall Leipzig, que va posar fi a la ratxa invicta de 20 partits.

Novembre
- 2 de novembre - El Reial Madrid acaba la fase de grups de la Lliga de Campions aplicant una golejada per 5-1 al Celtic.
- 7 de novembre - El club pateix la seva primera derrota a la Lliga, perdent 2-3 en el clàssic contra el Rayo Vallecano.
- 10 de novembre - En l'últim partit abans del descans per a la Copa del Món, victòria per 2-1 al Cadis, amb gols d'Éder Militão i Toni Kroos.
- 11 de novembre - 29 de desembre: pausa de temporada per la Copa del Món a l'Qatar.
- 15 de novembre - 13 jugadors del club merengue van ser convocats per jugar la Copa, sent que França i Brasil obté més convocats, amb 3 jugadors cadascun.

Desembre
- 18 de desembre - Els jugadors del club Tchouaméni i Camavinga són subcampions del món després que França caigués davant l'Argentina als penals. Benzema no va participar per una lesió patida abans d'iniciar la Copa.
- 30 de desembre - A la tornada de la temporada, el Madrid va vèncer el Valladolid per 2-0, amb dos gols de Benzema, que tanca el 2022, juntament amb el club a l'alçada.

### 2023
Gener
- 3 de gener - En el primer joc de l'any, victòria del Reial davant el Cacereño en el debut a la Copa del Rei per 1-0, amb un gol de Rodrygo.
- 7 de gener - El club pateix la seva primera derrota del 2023, perdent davant el Vila-real CF per 1-2 a la Lliga, amb això veient que el FC Barcelona, el seu rival al títol, augmenta el seu avantatge al campionat.
- 12 de gener - En el seu debut a la Supercopa d'Espanya, el club va empatar 1-1 amb el València en el temps normal, passant als penals, on va guanyar per 4-3 i va passar a la final.
- 15 de gener - A la final de la Supercopa, la Reial va perdre 3-1 davant el FC Barcelona, sent subcampió i perdent la primera oportunitat de títol de la temporada.

Febrer
- 8 de febrer - El club debuta a les semifinals del Mundial de Clubs com a representant a la UEFA, superant l'Al-Ahly per 4-1 i passant a la final.
- 11 de febrer - A la final del Mundial de Clubs, el Madrid guanya l'Al-Hilal per 5-3 i es converteix per vuitena vegada campió del torneig, tirant cada cop més en títols mundials. Vinicius Jr. és nomenat millor jugador del torneig, guanyant la Pilota d'Or, seguit de Federico Valverde, que rep la pilota de plata.
- 21 de febrer - En el partit d'anada dels vuitens de final de la Champions contra el Liverpool, el club comença perdent per 2-0, però passa al 5-2, amb èmfasi en Vinícius, que va marcar dos gols.

Març
- 15 de març - Victòria flaca per 1-0 sobre el Liverpool al partit de tornada al Bernabéu, i un lloc assegurat als quarts de final de la Champions.
- 19 de març - En el tercer El Clàssic de l'any al Camp Nou, el club perd davant el Barça per 2-1 en el crucial partit de la Lliga.

## Plantilla
A 7 de setembre 2022
| N. | Pos. | Nac. | Jugador           |
| -- | ---- | --- | ----------------- |
| 1  | POR  | [[Fitxer:Flag of Belgium (civil).svg\|23x15px\|border \|alt=Bèlgica\|link=Selecció de futbol de Bèlgica\|{{#if:\|]]             | Thibaut Courtois  |
| 2  | DEF  | [[Fitxer:Flag of Spain.svg\|23x15px\|border \|alt=Espanya\|link=Selecció de futbol d'Espanya\|{{#if:\|]]                        | Dani Carvajal     |
| 3  | DEF  | [[Fitxer:Flag of Brazil.svg\|23x15px\|border \|alt=Brasil\|link=Selecció de futbol del Brasil\|{{#if:\|]]                       | Éder Militão      |
| 4  | DEF  | [[Fitxer:Flag of Austria.svg\|23x15px\|border \|alt=Àustria\|link=Selecció de futbol d'Àustria\|{{#if:\|]]                      | David Alaba       |
| 5  | DEF  | [[Fitxer:Flag of Spain.svg\|23x15px\|border \|alt=Espanya\|link=Selecció de futbol d'Espanya\|{{#if:\|]]                        | Jesús Vallejo     |
| 6  | DEF  | [[Fitxer:Flag of Spain.svg\|23x15px\|border \|alt=Espanya\|link=Selecció de futbol d'Espanya\|{{#if:\|]]                        | Nacho 2n          |
| 7  | DAV  | [[Fitxer:Flag of Belgium (civil).svg\|23x15px\|border \|alt=Bèlgica\|link=Selecció de futbol de Bèlgica\|{{#if:\|]]             | Eden Hazard       |
| 8  | MIG  | [[Fitxer:Flag of Germany.svg\|23x15px\|border \|alt=Alemanya\|link=Selecció de futbol d'Alemanya\|{{#if:\|]]                    | Toni Kroos        |
| 9  | DAV  | [[Fitxer:Flag of France (1794–1815, 1830–1974).svg\|23x15px\|border \|alt=França\|link=Selecció de futbol de França\|{{#if:\|]] | Karim Benzema 1r  |
| 10 | MIG  | [[Fitxer:Flag of Croatia.svg\|23x15px\|border \|alt=Croàcia\|link=Selecció de futbol de Croàcia\|{{#if:\|]]                     | Luka Modrić       |
| 11 | DAV  | [[Fitxer:Flag of Spain.svg\|23x15px\|border \|alt=Espanya\|link=Selecció de futbol d'Espanya\|{{#if:\|]]                        | Marco Asensio     |
| 12 | MIG  | [[Fitxer:Flag of France (1794–1815, 1830–1974).svg\|23x15px\|border \|alt=França\|link=Selecció de futbol de França\|{{#if:\|]] | Eduardo Camavinga |

| N. | Pos. | Nac. | Jugador             |
| -- | ---- | --- | ------------------- |
| 13 | POR  | [[Fitxer:Flag of Ukraine.svg\|23x15px\|border \|alt=Ucraïna\|link=Selecció de futbol d'Ucraïna\|{{#if:\|]]                      | Andriy Lunin        |
| 15 | MIG  | [[Fitxer:Flag of Uruguay.svg\|23x15px\|border \|alt=Uruguai\|link=Selecció de futbol de l'Uruguai\|{{#if:\|]]                   | Federico Valverde   |
| 16 | DEF  | [[Fitxer:Flag of the Basque Country.svg\|23x15px\|border \|alt=País Basc\|link=Selecció de futbol del País Basc\|{{#if:\|]]     | Álvaro Odriozola    |
| 17 | MIG  | [[Fitxer:Flag of Spain.svg\|23x15px\|border \|alt=Espanya\|link=Selecció de futbol d'Espanya\|{{#if:\|]]                        | Lucas Vázquez       |
| 18 | MIG  | [[Fitxer:Flag of France (1794–1815, 1830–1974).svg\|23x15px\|border \|alt=França\|link=Selecció de futbol de França\|{{#if:\|]] | Aurélien Tchouaméni |
| 19 | MIG  | [[Fitxer:Flag of Spain.svg\|23x15px\|border \|alt=Espanya\|link=Selecció de futbol d'Espanya\|{{#if:\|]]                        | Dani Ceballos       |
| 20 | DAV  | [[Fitxer:Flag of Brazil.svg\|23x15px\|border \|alt=Brasil\|link=Selecció de futbol del Brasil\|{{#if:\|]]                       | Vinícius Júnior     |
| 21 | DAV  | [[Fitxer:Flag of Brazil.svg\|23x15px\|border \|alt=Brasil\|link=Selecció de futbol del Brasil\|{{#if:\|]]                       | Rodrygo             |
| 22 | DEF  | [[Fitxer:Flag of Germany.svg\|23x15px\|border \|alt=Alemanya\|link=Selecció de futbol d'Alemanya\|{{#if:\|]]                    | Antonio Rüdiger     |
| 23 | DEF  | [[Fitxer:Flag of France (1794–1815, 1830–1974).svg\|23x15px\|border \|alt=França\|link=Selecció de futbol de França\|{{#if:\|]] | Ferland Mendy       |
| 24 | DAV  | [[Fitxer:Flag of Catalonia.svg\|23x15px\|border \|alt=Catalunya\|link=Selecció de futbol de Catalunya\|{{#if:\|]]               | Mariano             |

## Transferències

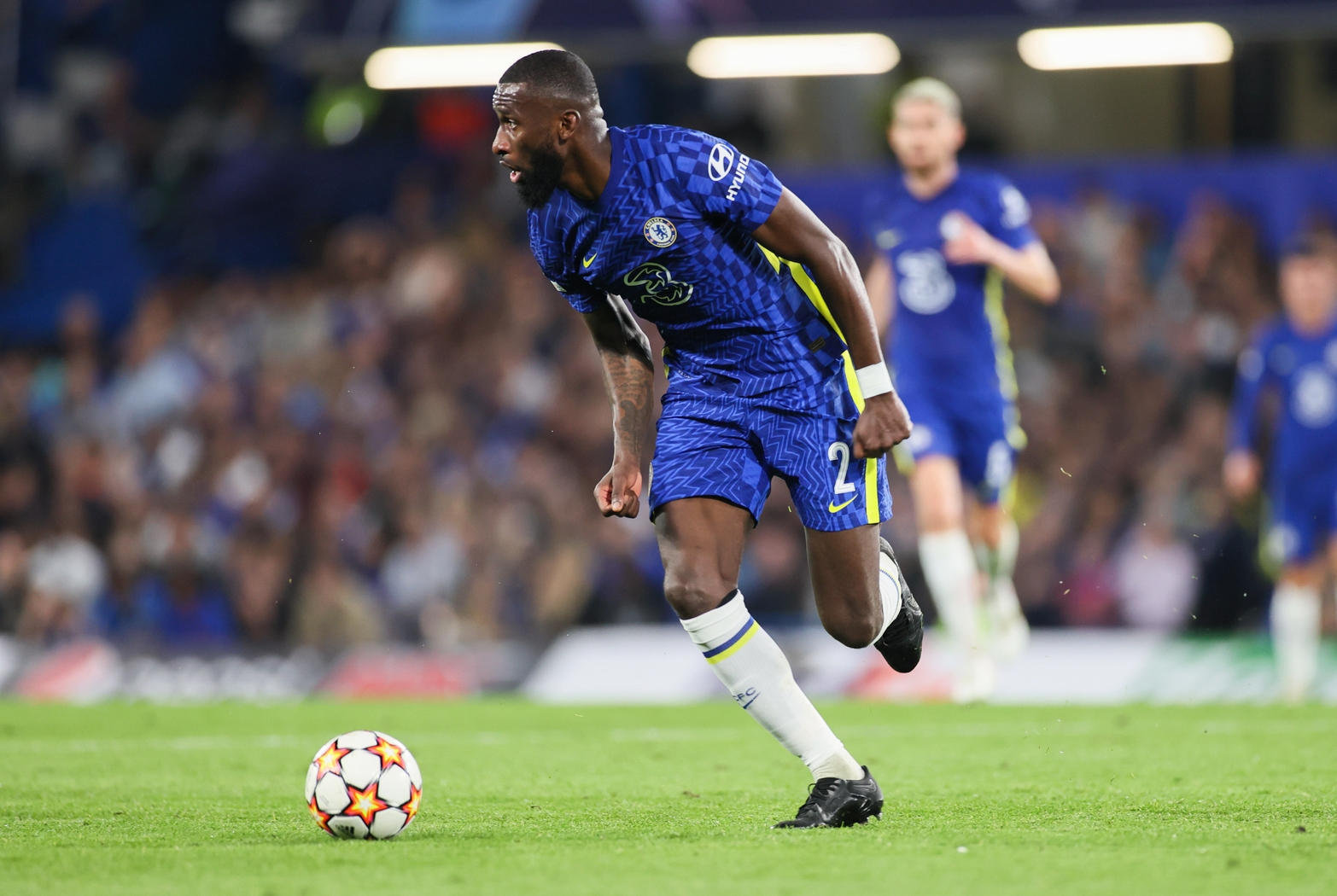
El defensor Antonio Rüdiger va ser fitxat pel club amb un contracte de 4 anys.

### Altes

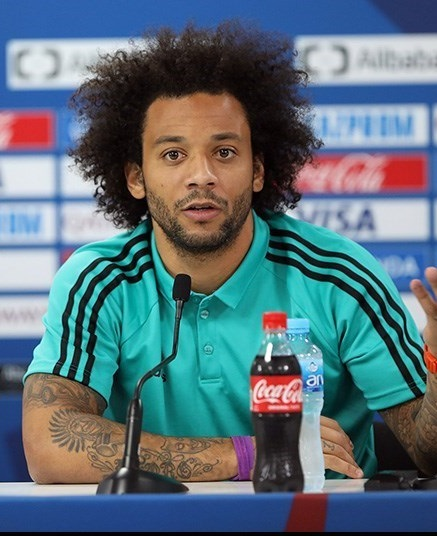
El lateral esquerra Marcelo finalitza el seu cicle amb els blancs, on jugava des del 2007.

| Data          | Pos. | Jugador             | Del Club          | Tipus            | Ref.  |
| ------------- | ---- | ------------------- | ----------------- | ---------------- | ----- |
| 1 Juliol 2022 | DEF  | Antonio Rüdiger     | Chelsea FC        | Trasllat gratuït | [ 2 ] |
| 1 Juliol 2022 | DEF  | Álvaro Odriozola    | ACF Fiorentina    | Fi del préstec   |       |
| 1 Juliol 2022 | DEF  | Víctor Chust        | Cadis             | Fi del préstec   |       |
| 1 Juliol 2022 | MIG  | Takefusa Kubo       | Mallorca          | Fi del préstec   |       |
| 1 Juliol 2022 | MIG  | Reinier             | Borussia Dortmund | Fi del préstec   |       |
| 1 Juliol 2022 | DAV  | Borja Mayoral       | Getafe CF         | Fi del préstec   |       |
| 1 Juliol 2022 | MIG  | Aurélien Tchouaméni | Mònaco            | Trasllat         | [ 3 ] |
| 12 Gener 2023 | MIG  | Antonio Blanco      | Cadis             | Fi del préstec   |       |

### Baixes
| Data            | Pos. | Jugador          | a l'equip            | Tipus              | Ref.   |
| --------------- | ---- | ---------------- | -------------------- | ------------------ | ------ |
| 1 Juliol 2022   | DEF  | Marcelo          | Lliure               | Fin. del contracte | [ 4 ]  |
| 1 Juliol 2022   | MIG  | Isco             | Sevilla              | Fin. del contracte | [ 5 ]  |
| 1 Juliol 2022   | DAV  | Gareth Bale      | Los Angeles          | Fin. del contracte | [ 6 ]  |
| 6 Juliol 2022   | DEF  | Víctor Chust     | Cadis                | Trasllat           | [ 7 ]  |
| 8 Juliol 2022   | DAV  | Luka Jović       | ACF Fiorentina       | Trasllat           | [ 8 ]  |
| 12 Juliol 2022  | DEF  | Mario Gila       | Lazio                | Trasllat           | [ 9 ]  |
| 19 Juliol 2022  | MIG  | Takefusa Kubo    | Reial Societat       | Trasllat           | [ 10 ] |
| 1 Agost 2022    | DAV  | Borja Mayoral    | Getafe CF            | Trasllat           | [ 11 ] |
| 5 Agost 2022    | DEF  | Miguel Gutiérrez | Girona FC            | Trasllat           | [ 12 ] |
| 12 Agost 2022   | MIG  | Marvin Park      | Las Palmas           | Préstec            |        |
| 18 Agost 2022   | MIG  | Antonio Blanco   | Cadis                | Préstec            |        |
| 19 Agost 2022   | MIG  | Casemiro         | Manchester United FC | Trasllat           | [ 13 ] |
| 19 Agost 2022   | MIG  | Reinier          | Girona FC            | Préstec            | [ 14 ] |
| 26 Agost 2022   | DAV  | Juanmi Latasa    | Getafe CF            | Préstec            | [ 15 ] |
| 1 Setembre 2022 | POR  | Toni Fuidias     | Girona FC            | Trasllat           | [ 16 ] |
| 12 Gener 2023   | MIG  | Antonio Blanco   | Alavés               | Préstec            |        |

## Partits
Victòria       Empat       Derrota       Aplaçat

### Supercopa d'Europa
| 10 d'agost de 2022 | Reial Madrid            | 2–0     | Eintracht Frankfurt | Hèlsinki, Finlàndia                                                 |  |
| 22:00 UTC+3        | Alaba 37' · Benzema 65' | Informe |                     | Estadi Olímpic · 31,042 espectadors · Michael Oliver (Anglaterra) · |  |

### La Lliga
| Pos. | Equip             | Partits | G  | E | P | GF | GC | Dif. | Punts |
| ---- | ----------------- | ------- | -- | - | - | -- | -- | ---- | ----- |
| 1    | FC Barcelona      | 38      | 28 | 4 | 6 | 70 | 20 | +50  | 88    |
| 2    | Reial Madrid      | 38      | 24 | 6 | 8 | 75 | 36 | +39  | 78    |
| 3    | Atlètic de Madrid | 38      | 23 | 8 | 7 | 70 | 33 | +37  | 77    |

|  | Classificació per a la fase de grups de la Lliga de Campions |

#### Primera Ronda
| 14 d'agost de 2022   | Almería     | 1–2     | Reial Madrid            | Almeria                                                          |  |
| 22:00 CEST Jornada 1 | Ramazani 6' | Informe | Vásquez 61' · Alaba 75' | Cavall de Potència · 6,103 espectadors · Juan Martínez Munuera · |  |

| 20 d'agost de 2022   | Celta de Vigo  | 1–4     | Reial Madrid                                                | Vigo                                                |  |
| 22:00 CEST Jornada 2 | Aspas 23' (p.) | Informe | Benzema 14' (p.) · Modrić 42' · Vinícius 56' · Valverde 66' | Balaídos · 15,681 espectadors · Jesús Gil Manzano · |  |

| 28 d'agost de 2022   | RCD Espanyol | 1–3     | Reial Madrid                       | El Prat de Llobregat                                         |  |
| 22:00 CEST Jornada 3 | Joselu 43'   | Informe | Vinícius 12' · Benzema 88', 90+10' | Cornellà-El Prat · 25,778 espectadors · Mario Melero López · |  |

| 3 de setembre de 2022 | Reial Madrid              | 2–1     | Reial Betis | Madrid                                                   |  |
| 16:15 CET Jornada 4   | Vinícius 9' · Rodrygo 65' | Informe | Canales 17' | Santiago Bernabeu · 58,579 espectadors · José Martínez · |  |

| 11 de setembre de 2022 | Reial Madrid                                                | 4–1     | RCD Mallorca | Madrid                                                      |  |
| 21:00 CEST Jornada 5   | Valverde 45+3' · Vinícius 72' · Rodrygo 89' · Rüdiger 90+3' | Informe | Muriqi 35'   | Santiago Bernabeu · 54,816 espectadors · Figueroa Vázquez · |  |

| 18 de setembre de 2022 | Atlètic de Madrid | 1–2     | Reial Madrid               | Madrid                                                    |  |
| 21:00 CEST Jornada 6   | Hermoso 83'       | Informe | Rodrygo 18' · Valverde 36' | Wanda Metropolitano · 66,881 espectadors · José Munuera · |  |

| 2 d'octubre de 2022  | Reial Madrid | 1–1     | CA Osasuna | Madrid                                                      |  |
| 21:00 CEST Jornada 7 | Vinícius 42' | Informe | Kike 50'   | Santiago Bernabeu · 55,410 espectadors · Guillermo Cuadra · |  |

| 9 d'octubre de 2022  | Getafe CF | 0–1     | Reial Madrid | Getafe                                                      |  |
| 21:00 CEST Jornada 8 |           | Informe | Militão 3'   | Coliseum Alfonso Pérez · 14.502 espectadors · Mateu Lahoz · |  |

| 16 d'octubre de 2022 | Reial Madrid                               | 3–1     | FC Barcelona | Madrid                                                   |  |
| 16:15 CEST Jornada 9 | Benzema 12' · Valverde 35' · Rodrygo 90+1' | Informe | Ferran 83'   | Santiago Bernabeu · 62.876 espectadors · José Martínez · |  |

| 19 d'octubre de 2022  | Elx CF | 0–3     | Reial Madrid                             | Elx                                                        |  |
| 21:00 CEST Jornada 10 |        | Informe | Valverde 11' · Benzema 75' · Asensio 89' | Martínez Valero · 30.236 espectadors · Jesús Gil Manzano · |  |

| 23 d'octubre de 2022  | Reial Madrid                           | 3–1     | Sevilla    | Madrid                                                         |  |
| 21:00 CEST Jornada 11 | Modrić 5' · Vásquez 79' · Valverde 81' | Informe | Lamela 54' | Santiago Bernabeu · 59.625 espectadors · Alejandro Hernández · |  |

| 30 d'octubre de 2022 | Reial Madrid | 1–1     | Girona FC       | Madrid                                                        |  |
| 16:15 CET Jornada 12 | Vinícius 70' | Informe | Stuani 80' (p.) | Santiago Bernabeu · 58.367 espectadors · Mario Melero López · |  |

| 7 de novembre de 2022 | Rayo Vallecano                            | 3–2     | Reial Madrid            | Madrid                                         |  |
| 21:00 CET Jornada 13  | Comesaña 5' · Álvaro 44' · Trejo 67' (p.) | Informe | Modrić 5' · Militão 41' | Vallecas · 14.216 espectadors · Juan Munuera · |  |

| 10 de novembre de 2022 | Reial Madrid            | 2–1     | Cadis     | Madrid                                                      |  |
| 21:30 CET Jornada 14   | Militão 40' · Kroos 70' | Informe | Pérez 82' | Santiago Bernabeu · 53.190 espectadors · César Soto Grado · |  |

| 31 de desembre de 2022 | Reial Valladolid | 0–2     | Reial Madrid          | Valladolid                                          |  |
| 21:30 CET Jornada 15   |                  | Informe | Benzema 83', 89' (p.) | José Zorrilla · 25.950 espectadors · José Munuera · |  |

| 7 de gener de 2023   | Vila-real                  | 2–1     | Reial Madrid     | Vila-real                                             |  |
| 16:15 CET Jornada 16 | Pino 47' · Gerard 43' (p.) | Informe | Benzema 60' (p.) | La Ceràmica · 21.088 espectadors · César Soto Grado · |  |

| 22 de gener de 2023  | Athletic Club | 0–2     | Reial Madrid            | Bilbao                                                |  |
| 21:00 CET Jornada 17 |               | Informe | Benzema 24' · Kroos 90' | San Mamés · 49.316 espectadors · José María Sánchez · |  |

| 29 de gener de 2023  | Reial Madrid | 0–0     | Reial Societat | Madrid                                                        |  |
| 21:00 CET Jornada 18 |              | Informe |                | Santiago Bernabeu · 58.129 espectadors · Mario Melero López · |  |

| 2 de febrer de 2023  | Reial Madrid               | 2–0     | València | Madrid                                                           |  |
| 21:00 CET Jornada 19 | Asensio 52' · Vinícius 55' | Informe |          | Santiago Bernabeu · 51.926 espectadors · Javier Alberola Rojas · |  |

#### Segona ronda
| 5 de febrer de 2023  | RCD Mallorca     | 1–0     | Reial Madrid | Palma                                                 |  |
| 14:00 CET Jornada 20 | Nacho 13' (p.p.) | Informe |              | Son Moix · 18.258 espectadors · Alejandro Hernández · |  |

| 15 de febrer de 2023 | Reial Madrid                                           | 4–0     | Elx CF | Madrid                                                        |  |
| 21:00 CET Jornada 21 | Asensio 8' · Benzema 31' (p.), 45+2' (p.) · Modrić 80' | Informe |        | Santiago Bernabeu · 44.319 espectadors · Ricardo Bengoetxea · |  |

| 19 de febrer de 2023 | CA Osasuna | 0–2     | Reial Madrid                 | Pamplona                                       |  |
| 21:00 CET Jornada 22 |            | Informe | Valverde 78' · Asensio 90+2' | El Sadar · 21.268 espectadors · José Munuera · |  |

| 26 de febrer de 2023 | Reial Madrid  | 1–1     | Atlètic de Madrid | Madrid                                                       |  |
| 18:30 CET Jornada 23 | Rodríguez 85' | Informe | Giménez 78'       | Santiago Bernabeu · 64.721 espectadors · Jesús Gil Manzano · |  |

| 5 de març de 2023    | Reial Betis | 0–0     | Reial Madrid | Sevilla                                                     |  |
| 21:00 CET Jornada 24 |             | Informe |              | Benito Villamarín · 52.212 espectadors · César Soto Grado · |  |

| 11 de març de 2023   | Reial Madrid                               | 3–1     | Espanyol  | Madrid                                                      |  |
| 14:00 CET Jornada 25 | Vinícius 22' · Militão 39' · Asensio 90+3' | Informe | Joselu 8' | Santiago Bernabeu · 59.872 espectadors · Figueroa Vázquez · |  |

| 19 de març de 2023   | FC Barcelona               | 2–1     | Reial Madrid     | Barcelona                                            |  |
| 21:00 CET Jornada 26 | Roberto 45' · Kessié 90+2' | Informe | Araújo 9' (p.p.) | Camp Nou · 95.745 espectadors · Ricardo Bengoetxea · |  |

| 2 d'abril de 2023     | Reial Madrid                                                      | 6–0     | Reial Valladolid | Madrid                                                      |  |
| 16:15 CEST Jornada 27 | Rodrygo 22' · Benzema 29', 32', 36' · Asensio 73' · Vásquez 90+1' | Informe |                  | Santiago Bernabeu · 59.400 espectadors · Juan Luis Pulido · |  |

| 8 d'abril de 2023     | Reial Madrid                     | 2–3     | Vila-real CF                     | Madrid                                                           |  |
| 21:00 CEST Jornada 28 | Torres 16' (p.p.) · Vinícius 48' | Informe | Chukwueze 39', 80' · Morales 70' | Santiago Bernabeu · 57.887 espectadors · Javier Alberola Rojas · |  |

| 15 d'abril de 2023    | Cadis | 0–2     | Reial Madrid            | Cadis                                                       |  |
| 21:00 CEST Jornada 29 |       | Informe | Nacho 72' · Asensio 76' | Nuevo Mirandilla · 19.833 espectadors · Jesús Gil Manzano · |  |

| 22 d'abril de 2023    | Reial Madrid              | 2–0     | Celta de Vigo | Madrid                                                 |  |
| 21:00 CEST Jornada 30 | Asensio 42' · Militão 48' | Informe |               | Santiago Bernabeu · 60.386 espectadors · Mateu Lahoz · |  |

| 26 d'abril de 2023 | Girona FC                      | 4–2     | Reial Madrid               | Girona                                               |  |
| CEST Jornada 31    | Castellanos 12', 24', 36', 42' | Informe | Vinícius 34' · Vásquez 85' | Montilivi · 13.306 espectadors · Javier Villanueva · |  |

| 29 d'abril de 2023    | Reial Madrid                            | 4–2     | Almería                      | Madrid                                                      |  |
| 18:30 CEST Jornada 32 | Benzema 5', 17', 42' (p.) · Rodrygo 47' | Informe | Lázaro 45+1' · Robertone 61' | Santiago Bernabeu · 58.036 espectadors · Guillermo Cuadra · |  |

| 2 de maig de 2023     | Reial Societat             | 2–0     | Reial Madrid | Sant Sebastià                                    |  |
| 22:00 CEST Jornada 33 | Kubo 47' · Barrenetxea 85' | Informe |              | Anoeta · 35.314 espectadors · Juan Luis Pulido · |  |

| 14 de maig de 2023    | Reial Madrid | 1–0     | Getafe CF | Madrid                                                  |  |
| 21:00 CEST Jornada 34 | Asensio 70'  | Informe |           | Santiago Bernabeu · 52.201 espectadors · Juan Munuera · |  |

| 21 de maig de 2023    | València  | 1–0     | Reial Madrid | València                                             |  |
| 18:30 CEST Jornada 35 | López 33' | Informe |              | Mestalla · 46.002 espectadors · Ricardo Bengoetxea · |  |

| 24 de maig de 2023    | Reial Madrid              | 2–1     | Rayo Vallecano | Madrid                                                       |  |
| 19:30 CEST Jornada 36 | Benzema 31' · Rodrygo 47' | Informe | De Tomás 84'   | Santiago Bernabeu · 45.811 espectadors · Jesús Gil Manzano · |  |

| 28 de maig de 2023    | Sevilla | 1–2     | Reial Madrid     | Sevilla                                                   |  |
| 19:00 CEST Jornada 37 | Mir 3'  | Informe | Rodrygo 29', 69' | Sánchez Pizjuán · 29.856 espectadors · César Soto Grado · |  |

| 4 de juny de 2023     | Reial Madrid     | 1–1     | Athletic Club | Madrid                                                      |  |
| 18:30 CEST Jornada 38 | Benzema 72' (p.) | Informe | Sancet 49'    | Santiago Bernabeu · 60.781 espectadors · Isidro Escuderos · |  |

### Lliga de Campions
Article principal: Lliga de Campions de la UEFA 2022–23
El sorteig de la fase de grups fou celebrat el 25 d'agost de 2022.

#### Fase de Grups: Grup F
| Equip             | Pts | PJ | PG | PE | PP | GF | GC | DG  |
| ----------------- | --- | -- | -- | -- | -- | -- | -- | --- |
| Reial Madrid      | 13  | 6  | 4  | 1  | 1  | 15 | 6  | +9  |
| RasenBall Leipzig | 12  | 6  | 4  | 0  | 2  | 13 | 9  | +4  |
| Xakhtar Donetsk   | 6   | 6  | 1  | 3  | 2  | 8  | 10 | −2  |
| Celtic FC         | 2   | 6  | 0  | 2  | 4  | 4  | 15 | −11 |

| 6 de setembre de 2022 | Celtic | 0–3     | Reial Madrid                           | Glasgow, Escòcia                                            |  |
| 20:00 CET Jornada 1   |        | Informe | Vinícius 56' · Modrić 60' · Hazard 77' | Celtic Park · 57.057 espectadors · Sandro Schärer, Suïssa · |  |

| 14 de setembre de 2022 | Reial Madrid                 | 2–0     | RB Leipzig | Madrid                                                              |  |
| 21:00 CET Jornada 2    | Valverde 36' · Asensio 90+1' | Informe |            | Santiago Bernabeu · 54.289 espectadors · Maurizio Mariani, Itàlia · |  |

| 5 d'octubre de 2022 | Reial Madrid               | 2–1     | Xakhtar Donetsk | Madrid                                                               |  |
| 21:00 CET Jornada 3 | Rodrygo 13' · Vinícius 28' | Informe | Zubkov 39'      | Santiago Bernabeu · 56.011 espectadors · Ivan Kružliak, Eslovàquia · |  |

| 11 d'octubre de 2022 | Xakhtar Donetsk | 1–1     | Reial Madrid  | Varsòvia, Polònia                                               |  |
| 21:00 CET Jornada 4  | Zubkov 46'      | Informe | Rüdiger 90+5' | Wojska Polskiego · 29.030 espectadors · Orel Grinfeld, Israel · |  |

| 25 d'octubre de 2022 | RB Leipzig                             | 2–3     | Reial Madrid                      | Leipzig, Alemanya                                              |  |
| 21:00 CET Jornada 5  | Gvardiol 13' · Nkunku 18' · Werner 81' | Informe | Vinícius 44' · Rodrygo 90+3' (p.) | Red Bull Arena · 45.228 espectadors · Daniele Orsato, Itàlia · |  |

| 2 de novembre de 2022 | Reial Madrid                                                                   | 5–1     | Celtic   | Madrid                                                                |  |
| 18:45 CET Jornada 6   | Modrić 60' (p.) · Rodrygo 18' (p.) · Asensio 51' · Vinícius 61' · Valverde 71' | Informe | Jota 84' | Santiago Bernabeu · 52.511 espectadors · Stéphanie Frappart, França · |  |

#### Vuitens de Final
| 21 de febrer de 2023      | Liverpool            | 2–5     | Reial Madrid                                       | Liverpool, Anglaterra                                         |  |
| 20:00 CET Vuitens - anada | Nuñez 4' · Salah 14' | Informe | Vinícius 21', 36' · Militão 47' · Benzema 55', 67' | Anfield Road · 63.127 espectadors · István Kovács (Romania) · |  |

| 15 de març de 2023          | Reial Madrid | 1–0     | Liverpool | Madrid                                                             |  |
| 21:00 CET Vuitens - tornada | Benzema 78'  | Informe |           | Santiago Bernabeu · 63.127 espectadors · Felix Zwayer (Alemanya) · |  |

#### Quarts de Final
| 12 d'abril de 2023        | Reial Madrid              | 1–0     | Chelsea FC | Madrid                                                                |  |
| 21:00 CEST Quarts - anada | Benzema 21' · Asensio 74' | Informe |            | Santiago Bernabeu · 63.142 espectadors · François Letexier (França) · |  |

| 18 d'abril de 2023         | Chelsea FC | 2–5     | Reial Madrid     | Londres, Anglaterra                                              |  |
| 20:00 CET Quarts - tornada |            | Informe | Rodrygo 58', 80' | Stamford Brigde · 39.153 espectadors · Daniele Orsato (Itàlia) · |  |

#### Semifinals
| 9 de maig de 2023             | Reial Madrid | 1–1     | Manchester City FC | Madrid                                                                  |  |
| 21:00 CEST Semifinals - anada | Vinícius 36' | Informe | De Bruyne 67'      | Santiago Bernabeu · 63.485 espectadors · Artur Soares Dias (Portugal) · |  |

| 17 de maig de 2023             | Manchester City FC                          | 4–0     | Reial Madrid | Manchester, Anglaterra                                                   |  |
| 20:00 CET Semifinals - tornada | Silva 23', 37' · Akanji 76' · Álvarez 90+1' | Informe |              | Ciutat de Manchester · 52.313 espectadors · Szymon Marciniak (Polònia) · |  |

### Copa del Rei
| 3 de gener de 2023         | Cacereño | 0–1     | Reial Madrid | Càceres                                                  |  |
| 21:00 CET Setzens de final |          | Informe | Rodrygo 18'  | Princep Felipe · 15.000 espectadors · Guillermo Cuadra · |  |

| 19 de gener de 2023        | Vila-real                 | 2–3     | Reial Madrid                           | Vila-real                                              |  |
| 21:00 CET Vuitens de final | Capoue 4' · Chukwueze 42' | Informe | Vinícius 57' · Éder 69' · Ceballos 86' | La Ceràmica · 20.124 espectadors · Jesús Gil Manzano · |  |

| 26 de gener de 2023       | Reial Madrid                                 | 3–1     | Atlètic de Madrid | Madrid                                                      |  |
| 21:00 CET Quarts de final | Rodrygo 79' · Benzema 104' · Vinícius 120+1' | Informe | Morata 19'        | Santiago Bernabeu · 68.000 espectadors · César Soto Grado · |  |

| 2 de març de 2023            | Reial Madrid | 0–1     | FC Barcelona       | Madrid                                                  |  |
| 21:00 CET Semifinals - anada |              | Informe | Militão 26' (p.p.) | Santiago Bernabeu · 81.044 espectadors · José Munuera · |  |

| 5 d'abril de 2023               | FC Barcelona | 0–4     | Reial Madrid                           | Barcelona                                      |  |
| 21:00 CEST Semifinals - tornada |              | Informe | Vinícius 45+1' · Benzema 50', 53' (p.) | Camp Nou · 94.902 espectadors · Juan Munuera · |  |

| 2 d'octubre de 2022 | Reial Madrid    | 2–1     | CA Osasuna | Sevilla                                              |  |
| 22:00 CEST Final    | Rodrygo 2', 70' | Informe | Torró 58'  | La Cartuja · 55.579 espectadors · Guillermo Cuadra · |  |

### Supercopa d'Espanya
| 11 de gener de 2023                  | Reial Madrid                         | 1–1             | València                          | Riad, Aràbia Saudita                                                        |                                   |
| 22:00 UTC+3 Semifinal                | Benzema 39' (p.)                     | Informe         | Lino 46'                          | Estadi Internacional King Fahd · 50.492 espectadors · Alejandro Hernández · |                                   |
|                                      |                                      | Tanda de penals |                                   |                                                                             |                                   |
| - Benzema · Modrić · Kroos · Asensio | - Benzema · Modrić · Kroos · Asensio | 4–3             | - Cavani · Cömert · Moriba · Gaya | - Cavani · Cömert · Moriba · Gaya                                           | - Cavani · Cömert · Moriba · Gaya |

| 15 de gener de 2023 | Reial Madrid  | 1–3     | FC Barcelona                           | Riad, Aràbia Saudita                                                       |  |
| 22:00 UTC+3 Final   | Benzema 90+3' | Informe | Gavi 33' · Lewandowski 45' · Pedri 69' | Estadi Internacional King Fahd · 57.430 espectadors · Ricardo Bengoetxea · |  |

### Campionat del Món de Clubs
El club entrarà al torneig a les semifinals com a representant de la UEFA.
| 8 de febrer de 2023    | Al-Ahly          | 1–4     | Reial Madrid                                                | Rabat, Marroc                                                     |  |
| 20:00 UTC+1 Semifinals | Maâloul 65' (p.) | Informe | Vinícius 42' · Valverde 46' · Rodrygo 90+2' · Arribas 90+8' | Moulay Abdellah · 43.508 espectadors · Andrés Matonte (Uruguai) · |  |

| 11 de febrer de 2023 | Reial Madrid                                        | 5–3     | Al-Hilal                     | Rabat, Marroc                                   |  |
| 20:00 UTC+1 Final    | Vinícius 13', 69' · Valverde 18', 58' · Benzema 54' | Informe | Marega 26' · Vietto 63', 79' | Moulay Abdellah · Anthony Taylor (Anglaterra) · |  |

## Estadístiques

### Estadístiques de l'equip
| Competició          | Primer partit      | Últim partit      | Resultat   | Registre | Registre | Registre | Registre | Registre | Registre | Registre | Registre |
| Competició          | Primer partit      | Últim partit      | Resultat   | Pts      | PJ       | PG       | PE       | PP       | GF       | GC       | DG       |
| ------------------- | ------------------ | ----------------- | ---------- | -------- | -------- | -------- | -------- | -------- | -------- | -------- | -------- |
| Lliga               | 13 d'agost 2022    | 4 de juny 2023    | Subcampió  | 78       | 38       | 24       | 6        | 8        | 75       | 36       | +39      |
| Copa                | 3 de gener 2023    | 6 de maig 2023    | Campió     | –        | 6        | 5        | 0        | 1        | 13       | 5        | +8       |
| Supercopa d'Espanya | 11 de gener 2023   | 15 de gener 2023  | Subcampió  | –        | 2        | 0        | 1        | 1        | 2        | 4        | –2       |
| Lliga de Campions   | 7 de setembre 2022 | 17 maig 2023      | Semifinals | 13       | 10       | 8        | 1        | 2        | 25       | 12       | +13      |
| Supercopa d'Europa  | 10 d'agost 2022    | 10 d'agost 2022   | Campió     | –        | 1        | 1        | 0        | 0        | 2        | 0        | +2       |
| Mundial de Clubs    | 8 de febrer 2023   | 11 de febrer 2023 | Campió     | –        | 2        | 2        | 0        | 0        | 9        | 4        | +5       |
| Total               | Total              | Total             | Total      | –        | 61       | 40       | 9        | 12       | 127      | 62       | +65      |

Note:
| - Pts = Punts - PJ = Partits Jugats - PG = Partits Guanyats - PE = Partits Empatats | - PP = Partits Perdut - GF = Gols a favor - GC = Gols en contra - DG = Diferència de gols |

### Rendiment a la lliga
| Jornada  | 1 | 2 | 3 | 4 | 5 | 6 | 7 | 8 | 9 | 10 | 11 | 12 | 13 | 14 | 15 | 16 | 17 | 18 | 19 | 20 | 21 | 22 | 23 | 24 | 25 | 26 | 27 | 28 | 29 | 30 | 31 | 32 | 33 | 34 | 35 | 36 | 37 | 38 |
| -------- | - | - | - | - | - | - | - | - | - | -- | -- | -- | -- | -- | -- | -- | -- | -- | -- | -- | -- | -- | -- | -- | -- | -- | -- | -- | -- | -- | -- | -- | -- | -- | -- | -- | -- | -- |
| Terra    | F | F | F | C | C | F | C | F | C | F  | C  | C  | F  | C  | F  | F  | C  | F  | C  | F  | C  | F  | C  | F  | C  | F  | C  | C  | F  | C  | F  | C  | F  | C  | F  | C  | F  | C  |
| Resultat | V | V | V | V | V | V | E | V | V | V  | V  | E  | D  | V  | V  | D  | V  | E  | V  | D  | V  | V  | E  | E  | V  | D  | V  | D  | V  | V  | D  | V  | D  | V  | D  | V  | V  | E  |
| Posició  | 4 | 2 | 1 | 1 | 1 | 1 | 2 | 2 | 1 | 1  | 1  | 1  | 2  | 2  | 2  | 2  | 2  | 2  | 2  | 2  | 2  | 2  | 2  | 2  | 2  | 2  | 2  | 2  | 2  | 2  | 2  | 2  | 3  | 2  | 3  | 2  | 2  | 2  |

Llegenda:
Lloc: C = Casa; F = Fora.
Resultat: V = Victòria; E = Empat; D = Derrota.